# باشگاه ورزشی لمل
باشگاه ورزشی لمل (انگلیسی: Lommel S.K.) یک باشگاه بلژیکی مستقر در لمل، استان لیمبورگ است که در حال حاضر در لیگ حرفه‌ای چلنجر، دومین سطح لیگ فوتبال در این کشور به فعالیت می‌پردازد. 